# ランサム・ノウリング
ランサム・ノウリング（Ransom Knowling、1912年6月24日 - 1967年10月22日）は、アメリカ合衆国のリズム・アンド・ブルースのミュージシャンで、1930年代から1950年代にかけてシカゴで制作された数多くのブルースのレコーディングにおいてベースを演奏していたことで知られ、アーサー・クルーダップやリトル・ブラザー モンゴメリーの録音にも参加していた。
ノウリングは、ルイジアナ州ニューオーリンズに生まれ、1930年ころから地元ニューオーリンズで、シドニー・デヴィーニュや、ジョー・ロビショーのバンドに加わって、プロとして演奏を始めていた。ベースのほか、ヴァイオリンやチューバも演奏した。1930年代後半にはシカゴへ移り、当地で行われた数多くのブルースの録音でベースを演奏し、ハーレム・ハムファッツ、ビッグ・ビル・ブルーンジー、ルーズヴェルト・サイクス、ウォッシュボード・サム、サニー・ボーイ・ウィリアムソン、T-ボーン・ウォーカー、マディ・ウォーターズなどの吹き込みに参加した。ノウリングは、1946年にアーサー・クルーダップが吹き込んだ「ザッツ・オール・ライト」でも演奏している
ノウリングは、1967年にシカゴで、55歳で死去した